# Pentodon algerinus
Pentodon algerinus (Fuesslin, 1778) è un coleottero appartenente alla famiglia degli Scarabeidi (sottofamiglia Dynastinae).

## Descrizione

### Adulto
P. algerinus si presenta come un coleottero di medie dimensioni, che stazionano tra i 15 e i 29 mm. Presenta una colorazione nera e traslucida, con una lieve pubescenza giallastra sulla parte inferiore del corpo.

### Larva
Le larve si presentano come grossi vermi bianchi, con testa e zampe sclerificate. Lungo i fianchi presentano una serie di forellini chitinosi, che servono all'insetto per respirare nel terreno.

## Biologia
Gli adulti di P. algerinus, compaiono a primavera. Si possono osservare volare radente al suolo al crepuscolo e possono essere attratti dalla luce. Le larve stanno sottoterra fino alla trasformazione in pupa, nutrendosi di radici.

## Distribuzione e habitat
P. algerinum si trova in Africa centrale e settentrionale, Europa meridionale, Asia minore comprendendo anche il Pakistan. In Italia è presente nella sola Sardegna.